# بریتیش ریل کلاس ۲۱۰
بریتیش ریل کلاس ۲۱۰ (انگلیسی: British Rail Class 210) یک قطار خودگرانشی دیزلی ساخت شرکت مهندسی راه‌آهن بریتانیا بود.
این قطار که در سال ۱۹۸۲ تولید می‌شده دارای ۱۴۰ کیلومتر در ساعت سرعت نهایی بوده‌است.